# تيلفورد تايلور
تيلفورد تايلور (بالإنجليزية: Telford Taylor)‏ (و. 1908 – 1998 م) هو مؤرخ، وبروفيسور (أستاذ جامعي)، وكاتب من الولايات المتحدة الأمريكية ولد في سكنيكتادي، نيويورك.

## التعليم
تعلم في جامعة هارفارد.

## مناصب وهيئات
أدار جامعة كولومبيا.

## روابط خارجية
- تيلفورد تايلور على موقع IMDb (الإنجليزية)
- تيلفورد تايلور على موقع مونزينجر (الألمانية)
- تيلفورد تايلور على موقع قاعدة بيانات الأفلام السويدية (السويدية)
- تيلفورد تايلور على موقع كينوبويسك (الروسية)